# Ateuchus squalidum
Ateuchus squalidum là một loài bọ cánh cứng trong họ Bọ hung (Scarabaeidae).